# (27748) Vivianhoette
(27748) Vivianhoette (1991 AL) – planetoida z grupy pasa głównego asteroid okrążająca Słońce w ciągu 3,81 lat w średniej odległości 2,44 j.a. Odkryta 9 stycznia 1991 roku.